# Клименко Сергій Миколайович
Сергі́й Микола́йович Климе́нко (нар. 4 квітня 1978 — пом. 14 листопада 2014) — солдат Збройних сил України.

## Життєпис
Закінчив Калачковецьку ЗОШ, працював трактористом.
Мобілізований 6 вересня 2014 року та призначений на посаду заступника командира бойової машини — навідника-оператора (БМП-2) 12-ї механізованої роти 4-го механізованого батальйону 24-ї окремої механізованої бригади. Ніс службу в Чугуєві, під Лисичанськом.
Загинув 14 листопада 2014 року під час обстрілу поблизу села Кримське Луганської області. Перебуваючи у БМП, прикривав відхід підрозділу із засідки, чим врятував 18 бойових товаришів. У бойову машину влучила протитанкова ракета.
Похований 20 листопада 2014 року у Калачківцях. Залишились батьки, брат і сестра.

## Нагороди та вшанування
- 14 березня 2015 року за особисту мужність і героїзм, виявлені у захисті державного суверенітету та територіальної цілісності України, вірність військовій присязі під час Російсько-української війни, відзначений — нагороджений орденом «За мужність» III ступеня (посмертно)[1].
- У серпні 2015 року в Калачковецькій ЗОШ відкрито меморіальну дошку випускнику Сергію Клименку.
- Почесний громадянин Кам'янець-Подільського району (посмертно).